# 웅상대로
웅상대로(Ungsang-daero Blvd (Road), 熊上大路, 부산광역시도 제61호선의 일부, 국도 제7호선의 일부, 의 일부)는 경상남도 양산시 동면 여락리부터 용당동에서 끝나는 간선도로이다. 옛 웅상읍 지역을 통과한다 하여 새주소 사업 때 웅상대로라고 명명되었으며, 부산광역시와 울산광역시을 잇는 핵심적인 중추 도로이며, 교통량이 많은 것이 특징이다.
과거에는 월평로(月坪路)이라는 도로가 있었으나, 새주소 사업 때 웅상대로에 병합되어 폐지되었다.

## 역사
- 2009년 7월 10일 : 2개 이상 시·도에 걸쳐 있는 도로로 웅상대로를 고시[1]
- 2010년 2월 25일 : 국도 제7호선과 동일하게 도로 길이를 16.746km에서 16.0km로 조정[2]

## 주요 경유지
경상남도
- 양산시 (동면)

부산광역시
- 기장군 (정관읍)

경상남도
- 양산시 (덕계동 - 평산동 - 주진동 - 명동 - 삼호동 - 용당동)

## 노선
| 이름                       | 접속 노선                                 | 소재지          | 소재지                 | 비고              |
| 중앙대로와 직결            | 중앙대로와 직결                           | 중앙대로와 직결 | 중앙대로와 직결        | 중앙대로와 직결   |
| -------------------------- | ----------------------------------------- | --------------- | ---------------------- | ----------------- |
| 영천 교차로                | 영천로                                    | 양산시          | 동면                   | 국도 제7호선 구간 |
| 임기 교차로 (임기IC교)     | 철마삼동로                                | 양산시          | 동면                   | 국도 제7호선 구간 |
| 창기교                     |                                           | 양산시          | 동면                   | 국도 제7호선 구간 |
| 법기 교차로 (법기IC교)     | 법기로                                    | 양산시          | 동면                   | 국도 제7호선 구간 |
| 개곡 교차로                | 국도 제7호선 (통신사로)                   | 양산시          | 동면                   | 국도 제7호선 구간 |
| 월평 교차로 (월평고가차도) | 국가지원지방도 제60호선 (정관로) (동서로) | 기장군          | 정관읍                 |                   |
| (이름 없음)                | 덕계서로 부명길                           | 기장군          | 정관읍                 |                   |
| (이름 없음)                | 덕계서로 부명길                           | 양산시          | 덕계동                 |                   |
| 69번 교차로 (덕계지하차도) | 덕계로                                    | 양산시          | 덕계동                 |                   |
| 덕계사거리 (70번 교차로)   | 매곡의산로 번영로                         | 양산시          | 덕계동                 |                   |
| 천불사입구                 | 외산길                                    | 양산시          | 덕계동                 |                   |
| 대승1차아파트입구          |                                           | 양산시          | 덕계동                 |                   |
| 평산교                     |                                           | 양산시          | 덕계동                 |                   |
|                            | 평산동                                    | 양산시          |                        |                   |
| 평산사거리 (71번 교차로)   | 덕계로 평산로                             | 양산시          |                        |                   |
| 72번 교차로                | 산북로                                    | 양산시          | 소주동                 |                   |
| 주진교                     |                                           | 양산시          | 소주동                 |                   |
| 주진마을                   | 주진로                                    | 양산시          | 소주동                 |                   |
| 73번 교차로                | 모래들길                                  | 양산시          | 소주동                 |                   |
| 명곡교                     |                                           | 양산시          | 소주동                 |                   |
|                            | 서창동                                    | 양산시          |                        |                   |
| 74번 교차로                | 덕명로                                    | 양산시          |                        |                   |
| 웅상초등교입구             | 명동1길                                   | 양산시          |                        |                   |
| 75번 교차로                | 서창로                                    | 양산시          |                        |                   |
| 76번 교차로                | 소주회야로                                | 양산시          |                        |                   |
| 삼호3교 삼호2교            |                                           | 양산시          |                        |                   |
| 77번 교차로                | 삼호로 소주로                             | 양산시          |                        |                   |
| 삼호사거리 (78번 교차로)   | 지방도 제1028호선 (주남로) 삼호로         | 양산시          | 지방도 제1028호선 구간 |                   |
| 삼호1교                    |                                           | 양산시          | 지방도 제1028호선 구간 |                   |
| 서창초등학교 용암마을입구  |                                           | 양산시          | 지방도 제1028호선 구간 |                   |
| 북부사거리 (79번 교차로)   | 대운로 용암길                             | 양산시          | 지방도 제1028호선 구간 |                   |
| 서창삼거리                 | 서창로                                    | 양산시          | 지방도 제1028호선 구간 |                   |
| 편들마을                   | 편들길                                    | 양산시          | 지방도 제1028호선 구간 |                   |
| 용당사거리 (80번 교차로)   | 용주로                                    | 양산시          | 지방도 제1028호선 구간 |                   |
| 용당교                     |                                           | 양산시          | 지방도 제1028호선 구간 |                   |
| (이름 없음)                | 지방도 제1028호선 (용당내광로)            | 양산시          | 지방도 제1028호선 구간 |                   |
| 회야교                     | 웅비공단길                                | 양산시          |                        |                   |
| 웅촌로와 직결              |                                           |                 |                        |                   |

## 같이 보기
- 국도 제7호선
- 부산광역시도 제61호선
- 아시아 고속도로 6호선